# Escut i bandera de Relleu
L'escut i la bandera de Relleu són els símbols representatius de Relleu, municipi del País Valencià, a la comarca de la Marina Baixa.

## Escut heràldic
L'escut oficial de Relleu té el següent blasonament:
| « | Escut quadrilong de punta redona. Mig truncat i partit. Al primer quarter, en camp d'atzur, una torre d'or maçonada i aclarida de sable. Al segon quarter, de gules, una venera d'or, símbol de l'apòstol Sant Jaume. Al tercer quarter, en camp d'or, quatre pals de gules, abraçat d'atzur sembrat de flors de lis d'or, amb un lambel de gules. Per timbre, corona reial oberta. | » |

## Bandera
La bandera oficial de Relleu té la següent descripció:
| « | Bandera de proporcions 2:3. De blau, l'escut municipal al centre. | » |

## Història
L'escut fou aprovat per Resolució de 20 de gener de 2006, del conseller de Justícia i Administracions Públiques, publicada al DOGV núm. 5.203, de 21 de febrer de 2006.
La torre al·ludeix a l'antic castell de Relleu. La petxina és el senyal de sant Jaume, patró de la localitat; a més a més, la petxina d'argent sobre camper de gules recorda també les armes de Bernat de Sarrià, antic senyor de la vila. La tercera partició són les armes d'Alfons d'Aragó i de Foix, comte de Dénia i duc de Gandia, a qui acabaren passant les propietats de Bernat de Sarrià.